# Chapeau tembel

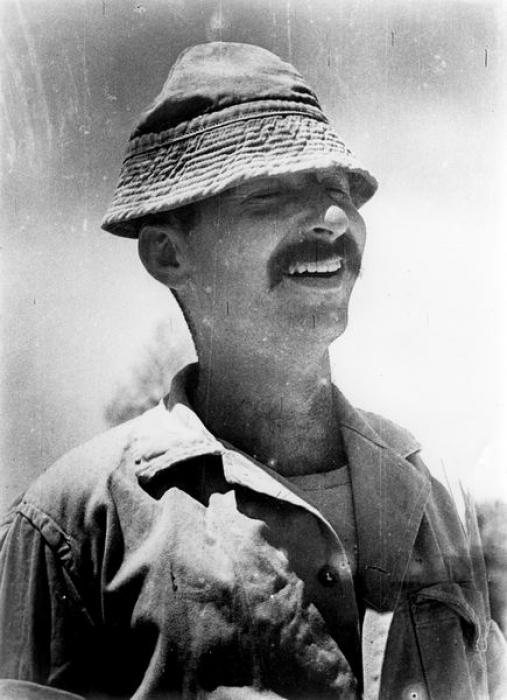
Un homme portant un chapeau tembel.

Un chapeau tembel (hébreu: kova tembel, כובע טמבל) est un chapeau qui est un symbole national d'Israël. Le chapeau tembel était couramment porté par les Juifs en Israël du début du XXe siècle jusqu'aux années 1970 et était un symbole des travailleurs israéliens sionistes,. Il est devenu particulièrement associé aux kibboutzim, aux tzabarim et aux mouvements de jeunesse israéliens,. Dans les dessins animés israéliens, il est encore utilisé pour symboliser l'Israélien typique (par exemple, le personnage de dessin animé Srulik). Les chapeaux Tembel étaient principalement produits par l'entreprise textile ATA.

## Étymologie
En argot hébreu, tembel signifie imbécile, stupide ou insensé,. On ne sait pas si l'argot a été nommé d'après le chapeau ou le chapeau d'argot. Il existe une théorie selon laquelle le chapeau tembel était à l'origine le chapeau lourd de la Société luthérienne des Templiers qui était active en Israël à la fin du 19e et au début du 20e siècle. Selon cette théorie, le premier nom du chapeau était "chapeau templier", mais il a été changé en "chapeau templier"[pas clair] par les Arabes qui ne pouvaient pas prononcer correctement le P et les voyelles,. Cependant, il est plus probable que le nom "tempel hat" dérive du mot turc ou ottoman "tembel", qui signifie paresseux,. La forme du Tembel est la même que celle du pileus, un chapeau adopté par les esclaves affranchis dans l'antiquité grecque et romaine et adopté comme symbole de liberté à l'époque de la Révolution française comme bonnet phrygien. L'ancien pileus a survécu en Albanie au début du XXe siècle et a peut-être influencé les dirigeants de la 2e Aliyah qui ont adopté le chapeau.